# Sébastien Zambaz
Sébastien Zambaz (ur. 5 października 1974 w Sionie) – szwajcarski piłkarz występujący na pozycji pomocnika.

## Kariera klubowa
Zambaz rozpoczął karierę w sezonie 1994/1995 w zespole FC Sion. W lidze szwajcarskiej zadebiutował 10 czerwca 1995 w przegranym 1:2 pojedynku z FC Basel, a 19 listopada 1995 w wygranym 5:2 spotkaniu z FC Lugano strzelił swojego pierwszego ligowego gola. Wraz z Sionem wywalczył mistrzostwo Szwajcarii (1997) oraz wicemistrzostwo Szwajcarii (1996). Trzykrotnie zwyciężył z nim też w Pucharze Szwajcarii (1995, 1996, 1997).
W październiku 1997 do zespołu ligowego rywala – Neuchâtel Xamax, którego barwy reprezentował do sierpnia 2000. Następnie, do 2005 roku naprzemiennie występował w Lausanne Sports i Neuchâtel. W latach 2005–2007 był natomiast zawodnikiem trzecioligowego FC Fribourg, w którym zakończył zawodową karierę.
W lidze szwajcarskiej rozegrał 284 spotkania i zdobył 23 bramki.

## Kariera reprezentacyjna
W reprezentacji Szwajcarii zadebiutował 19 sierpnia 1997 w zremisowanym 1:1 meczu el. do MŚ 1998 z Węgrami. W drużynie narodowej rozegrał cztery spotkania, wszystkie w 1997 roku.